# لعبة جيرالد
لعبة جيرالد هي رواية تشويق صدرت في عام 1992 للكاتب الأمريكي ستيفن كينغ. تتحدث القصة عن امرأة يموت زوجها نتيجة نوبة قلبية بينما هي مقيدة من يديها إلى السرير، ثم بعد إدراكها لحقيقة أنها محتجزة ولديها أمل صغير بالنجاة، تبدأ الأصوات داخل رأسها بالسيطرة عليها.
الكتاب مُهدى إلى تابيثا زوجة كينغ وأخواتها: «هذا الكتاب مُهدى، مع الحب والإعجاب، إلى ست نساء: مارغريت سبروس مورهاوس، وكاثرين سبروس غريفز، وستيفاني سبروس ليونارد، وآن سبروس لابري، وتابيثا سبروس كينغ، ومارسيلا سبروس». في الأصل، كان الهدف هو أن يكون الكتاب جزءًا من رواية كينغ دولوريس كليبورن، والفكرة الرئيسية التي تصل بينهما هي وقوع امرأتين في مأزق أثناء حدوث كسوف شمسي، إلا أن هذا الجانب كان قد قُلّص بشكل كبير بحلول الوقت الذي نُشرت فيه الكتب.

## الحبكة
جيسي بيرلينغام وزوجها جيرالد، محامٍ ناجح وعدواني، يسافران إلى بيتهما المنعزل والمُطل على بحيرة في غرب مين من أجل قضاء عطلة رومنسية غير مخطط لها. المقصود بكلمة «لعبة» هو تقييد جيسي من يديها إلى السرير كي يمارسا الحب، وهي إضافة حديثة إلى زواجهما يجدها كلا الزوجان مثيرة. لكن، هذه المرة، تجد جيسي نفسها غير مستعدة لذلك بعد تقييد يديها بأعمدة السرير وتطلب من جيرالد أن يوقف اللعبة، إلا أن جيرالد يتجاهلها ظنًا منه أن اعتراضها هو جزء من لعبتهما. عندما أدركت أن زوجها يتعمد التظاهر بالجهل وأنه يخطط لاغتصابها، تندفع جيسي وتركل جيرالد على صدره. تتسبب الضربة المفاجئة بإصابته بنوبةٍ قلبيةٍ قاتلة. ويموت تاركًا جيسي مُقيدةً من يديها إلى السرير.
في البداية تشعر جيسي بالذعر فقط من موت زوجها وبمخاوف من الإحراج بعد اكتشافها شبه عارية ومُقيدة، لكنها سرعان ما تدرك أن الموقف أكثر خطورة من ذلك بكثير: من المرجح أن لا أحد سيفتقدها هي أو جيرالد لعدة أيام، لن يفكر أحد بالبحث عنهما في بيت البحيرة، وجميع المقيمين المعتادين إلى جانب البحيرة قد ذهبوا لفترة. يوجد احتمالية كبيرة أن جيسي ستموت أو أنها لن تتمكن من الخلاص.
بينما تبحث جيسي عن خطط وترفضها بشكل جنوني، يتسبب مزيج من الهلع والعطش في جعلها تهلوس بسماع أصوات: «الزوجة الجيدة» أو «بيرلينغيم الجيدة»، وهي النسخة المتطهرة منها والتي تقوّض محاولاتها للهروب بإصرارها على أن كل شي سيكون على ما يرام وأن عليها أن تنتظر حتى ينقذوها؛ و«بانكين»، صورة عن جيسي كطفلة صغيرة، وروث، شريك سكن جامعي تخلت عنه جيسي بعد محادثة انحرفت بشكل خطير لتكشف عن طفولة جيسي، ونورا، طبيبة جيسي النفسية السابقة التي واجهتها بنفس الشكل وتخلت عنها جيسي أيضًا. بمساعدة هذه الأصوات، تكون جيسي قادرة على تذكر ذكرياتها البعيدة المكبوتة عن تعرضها للتحرش الجنسي من قبل والدها خلال كسوف شمسي عندما كانت جيسي في العاشرة من عمرها. تبدأ أيضًا بإدراك مدى عدم رضاها عن زواجها من جيرالد وسيطرته، معتقدةً أنها تخلت عن استقلاليتها وشخصيتها الشجاعة لتضمن أن تكون زوجة جيرالد الجذابة.
بعد استيقاظها من مواجهتها التخيلية مع جميع هذه الشخصيات التخيلية إلى غرفة نوم مظلمة، ترى جيسي شبحًا طويلًا وضخمًا في زاوية الغرفة، تخطئ في البداية باعتقادها أنه روح والدها الميت منذ زمن والذي تطلق عليه لقب «راعي البقر الفضائي» (بعد سطر من أغنية ستيف ميلر، «ذا جوكر»). يريها الخيال سلة خيزرانٍ تحوي مجوهرات ممزوجة مع عظام بشرية. تصرف جيسي النظر عنه، غير واثقةٍ إن كان هلووسةً أخرى، قائلةً بصوت عالٍ أنه «ناتج فقط عن ضوء القمر»، ما يجعله يختفي. مع ذلك، تعتقد أصواتها الداخلية أن الخيال حقيقي وسيعود ليؤذي جيسي إن لم تهرب بحلول الليلة التالية.
في الصباح التالي، تتمكن جيسي من الحصول على كأس ماءٍ من الطاولة التي بجانب السرير. متأثرة بشجاعتها وبراعتها في الحصول على كأس الماء، تجدد عزمها على الهروب، أولًا من خلال محاولتها كسر لوحة رأس السرير، ثم من خلال محاولتها الانزلاق من السرير ودفعه إلى المكتب حيث توجد المفاتيح. متأثرةً بذكرياتها عن الكسوف، التي حذرها والدها فيها من أن تجرح نفسها بالألواح الزجاجية التي استخدموها لرؤيته، تكسر جيسي كأس الماء وتستخدم كسرةً حادةً منه لتجرح معصمها وتسبب لنفسها جرحًا مفتوحًا وتزلّق جلدها بما يكفي لتحرك يدها اليمنى من الأصفاد. ستصبح حينها قادرة على الهروب من السرير، والوصول إلى المفاتيح، وتحرير يدها الأخرى، لكن يغمى عليها بعدها نتيجة فقدان الدم. عندما تستيقظ، يكون الجو مظلمًا تقريبًا، وراعي البقر الفضائي، الحقيقي بشكل لا يمكن إنكاره الآن، قد عاد. ترمي جيسي خاتم زفافها إلى صندوقه الذي يحوي مجوهراتٍ وعظامًا، ظنًا منها أن هذا ما أراده طوال الوقت، وتركض إلى سيارتها وتقودها بعيدًا، لكنها تكتشف أن راعي البقر الفضائي يختبئ في المقعد الخلفي. تصطدم جيسي وتتعرض لحادث وتفقد وعيها.
بعد عدة أشهر، ما زالت جيسي تتعافى من محنتها. يساعدها محامي في شركة جيرالد للمحاماة في تغطية الحادثة لحمايتها وحماية شركة المحاماة من الفضيحة، لكن جيسي تشعر أن هذا سيكون تكرارًا آخر لدفن صدمتها، مثلما دفنت تعرضها للتحرش في طفولتها لسنوات. ولكي تحرر نفسها، تكتب جيسي إلى روث الحقيقي، الذي لم تتحدث معه منذ عقود، تشرح بالتفصيل ما حدث في بيت البحيرة والأحداث المتلاحقة. كان «راعي البقر الفضائي» قاتلًا متسلسلًا ونيكروفيلي اسمه ريموند آندرو جوبرت يعيش عند بيوت البحيرة في المنطقة ويسرقها. وُجد خاتم زفاف جيسي في صندوق تذكاراته بعد القبض عليه، ليثبت أن المواجهة بينهما حدثت بالفعل. واجهت جيسي جوبرت في جلسة الاستماع في المحكمة، حيث سخر جوبرت من جملتها «بسبب ضوء القمر»، ما جعلها تبصق في وجهة. بسبب قدرتها على مواجهة الرجل الذي سبب لها الذعر ذات مرة، جعلها ذلك تواجه الرجال الآخرين المتلاعبين في حياتها، بمن فيهم والدها وجيرالد، مُحررةً نفسها من الخوف ومتمكنةً من التعامل مع ماضيها بكل صراحة. تعتذر من روث على تخليها عنه، معترفةً أن روث واجهها بحقيقة لم تستطع مواجهتها في حينها، وتتمنى أن يستطيعا استئناف صداقتهما. بعد إرسالها للرسالة تتمكن جيسي من النوم بدون كوابيس لأول مرة منذ محنتها في بيت البحيرة.